# 橋脇正典
橋脇 正典（はしわき まさのり）は、日本のラグビーレフリー（審判員）及びラグビー指導者。2021年現在、日本協会A級公認レフリーを務めている。

## プロフィール
- 選手時代のポジションはウィング(WTB)。
- 和歌山工業高校ラグビー部監督を務めている[2]。

## 略歴
和歌山工業高校、大阪体育大学を経て、レフリーになる。